# Miroslav Moravec (1905)

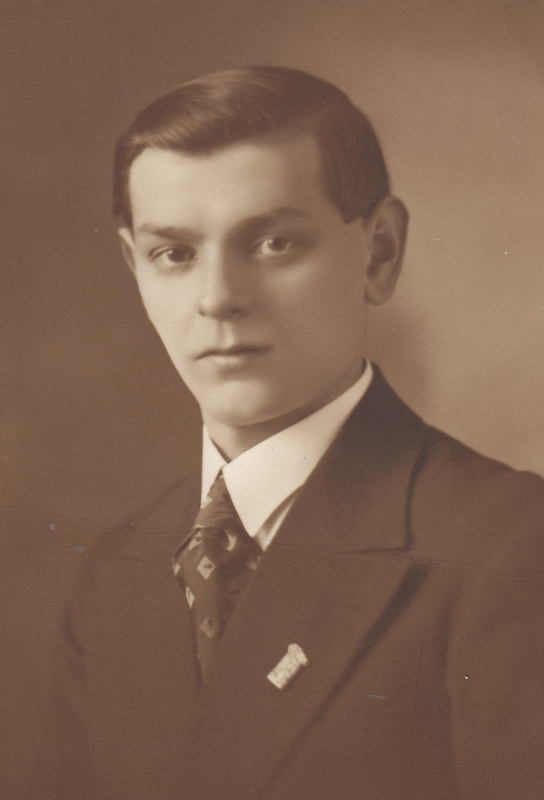
Miroslav Moravec ve společenském obleku

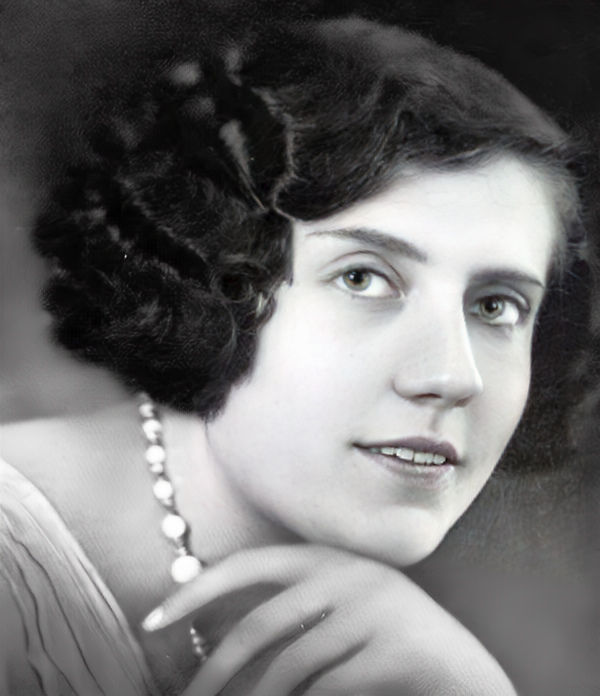
Jeho manželka Anna Moravcová

Miroslav Moravec (8. června 1905 Ledvice – 24. října 1942 Koncentrační tábor Mauthausen) byl obchodník a sokolský funkcionář. Za protektorátu patřil (spolu se svojí manželkou Annou Moravcovou) ke členům domácího protiněmeckého odboje a k podporovatelům parašutistů výsadku ANTHROPOID a dalších výsadků.

## Život

### Rodinný původ
Miroslav Moravec se narodil 8. června 1905 v Ledvicích (okres Teplice). Jeho matkou byla Anna Moravcová (rozená Dandová; 20.5.1886 – 18.10.1918), jeho otcem byl Jan Moravec, který pocházel z Vysočiny a v Ledvicích provozoval dva obchody se smíšeným zbožím. Když bylo Miroslavovi 13 let, zemřela mu matka během epidemie španělské chřipky. Miroslav měl mladšího bratra Zdeňka Moravce (* 1903) a ještě nevlastního bratra Jana Moravce (* 1889), který pocházel z otcova druhého manželství. Miroslavův otec Jan Moravec se stal po roce 1918 v nově ustaveném Československu starostou Ledvic, zasadil se zde o vznik místní české školy, byl členem sokolské organizace a později vykonával i funkci starosty místního Sokola. Cvičení v Sokole se věnoval i Miroslav Moravec a časem se stal členem župního představenstva župy Krušnohorské–Kukaňovy, kde se seznámil s Janem Zelenkou, Václavem Novákem a Bedřichem Kubicem. (Za protektorátu právě s nimi spolupracoval v domácím protiněmeckém odboji.)

### Anna Hrodková
V červenci 1937 se Miroslav Moravec poznal s náčelnicí Sokola v Mostě Annou Hrodkovou (* 26. července 1912 Most), která svoji sokolskou organizaci reprezentovala převážně na národních plaveckých soutěžích. Anna byla také z obchodnické rodiny (v Mostě její rodiče provozovali obchod s galanterií), jejím otcem byl František Hrodek, matkou Anna Hrodková, rozená Šálová. (Anna měla tři bratry. Rodina Hrodkových žila původně v Kolíně.) Dne 26. června 1938 v chrámu svatého Františka v Mostě se uskutečnila svatba Miroslava Moravce a Anny Hrodkové. To bylo v době, kdy se schylovalo v Praze ke „světovému“ protiválečnému X. všesokolskému sletu, jehož se čerství manželé Miroslav a Anna účastnili. (Slet se konal počátkem července 1938.)

### Odchod z pohraničí
Po podepsání mnichovské dohody (30. září 1938) o postoupení pohraničních území Československa Německu byli novomanželé Moravcovi vystaveni tlaku ze strany německého obyvatelstva, které v pohraničí zůstalo, až byli nakonec nuceni české pohraničí opustit. Ještě před podepsáním mnichovské dohody se Miroslavův otec Jan Moravec přestěhoval do Kostelce nad Černými lesy. Tady si pořídil rodinnou vilu a pokračoval v obchodní činnosti. Pogromy na Čechy v pohraničí vyvolaly jejich velký exodus do českého vnitrozemí a nakonec Jan a Anna Moravcovi přiměli novomanžele k odstěhování se do Konojed, kde jim byl zakoupen dům číslo popisné 99. Novomanželé Moravcovi se do Konojed přestěhovali v době těsně před Vánoci 1938 (mezi 21. prosincem a 23. prosincem 1938). Zde se jim pak 1. května 1939 narodila dcera Anna Moravcová. (Jejím kmotrem byl starosta Konojed Josef Kopecký.) V Konojedech se Miroslav Moravec snažil získat nové zákazníky, od 1. ledna 1941 musel ve firmě zaměstnat jednu učednici a byl nucen obchod rozšířit i o prodej uhlí.

### Sokol v odboji
Činnost sokolské organizace byla v dubnu 1941 pozastavena a nejspíše v létě 1941 navštívil v Konojedech Miroslava a Annu Moravcovi i bývalý župní náčelník Krušnohorské župy Kukaňovy Václav Novák s rodinou. A byl to právě Moravec, kdo požádal Nováka o potravinovou pomoc pro rodiny zatčených sokolů a odbojářů. Naléhavost potravinové pomoci se vystupňovala a rozšířila po příchodu parašutistů do protektorátu poté, co pražská sokolská organizace začala ukrývat členy různých výsadků (včetně členů desantu ANTHROPOID). Kromě této pomoci udržoval Miroslav Moravec kontakty i s příslušníky Sokola ve východních Čechách, z nichž se později vyvinula ilegální odbojová skupina S21B. Moravcovi náleželi ke středočeskému sokolskému protiněmeckému odboji a udržovali spojení na sokolské odbojáře na Královéhradecku. Penězi a potravinami podporovali nejen parašutisty Jana Kubiše s Jozefem Gabčíkem, ale i skrývající se vlastence pobývající v ilegalitě.

### Zatýkání, věznění, ...
Po atentátu na Heydricha (27. května 1942 v Praze-Libni), následné zradě Karla Čurdy (16. června 1942) a po rozhodujícím boji parašutistů v pravoslavném chrámu svatého Cyrila a Metoděje na Novém Městě pražském (18. června 1942) rozpoutalo gestapo ve druhé polovině července 1942 mohutnou vlnu zatýkání. Během tohoto zátahu byl (18. července 1942) zatčen v Černém Kostelci kriminálním komisařem gestapa (z pražského oddělení II.G) SS-Hautpsturmführerem Heinzem Janturem (Hansem Janturem) i Miroslav Moravec. Ve stejný den (18. července 1942) byl v Praze podruhé a to definitivně zatčen gestapem ve své kanceláři v budově Zemské školní rady i člen sokolské ilegální odbojové skupiny Jindra (a rovněž podporovatel výsadku ANTHROPOID) Bedřich Kubice. (Jeho manželka Marie Kubicová byla zatčena až 28. srpna 1942.)
Miroslavova manželka Anna Moravcová byla zatčena 27. srpna 1942 a byla odvezena na celu číslo 5 v policejním vězení v Bartolomějské ulice. Během září 1942 pak byli manželé Moravcovi deportováni do policejní věznice gestapa v Malé pevnosti Terezín. V nepřítomnosti byli odsouzeni stanným soudem k trestu smrti a přesunuti do koncentračního tábora Mauthausen, kde byli evidováni 23. října 1942. Následujícího dne (24. října 1942) byli zastřeleni ranou do týla z pistole v odstřelovacím koutě. Anna byla zavražděna v 10.46 a Miroslav v 15.22.

### Anna Moravcová (* 1939)
V den zatčení Anny Moravcové byla její tříletá dcera Anna dne 27. srpna 1942 převezena na zámeček na Jenerálce, kam byly postupně internovány děti podporovatelů parašutistů ze skupiny ANTHROPOID a dalších výsadků. Tyto děti byly v dubnu 1944 přemístěny do internačního tábora Svatobořice a ještě krátce před koncem druhé světové války pak byly převezeny do Plané nad Lužnicí, kde se dočkaly osvobození. Po skončení druhé světové války byla Anna Moravcová (* 1939) osvojena příbuznými ze strany její matky.

## Připomínka
Jeho jméno (Moravec Miroslav *8. 6. 1905) i jméno jeho manželky (Moravcová Anna roz. Hrodková *26. 7. 1912) je uvedeno na pomníku při pravoslavném chrámu svatého Cyrila a Metoděje (adresa: Praha 2, Resslova 9a). Pomník byl odhalen 26. ledna 2011 a je součástí Národního památníku obětí heydrichiády.

## Galerie

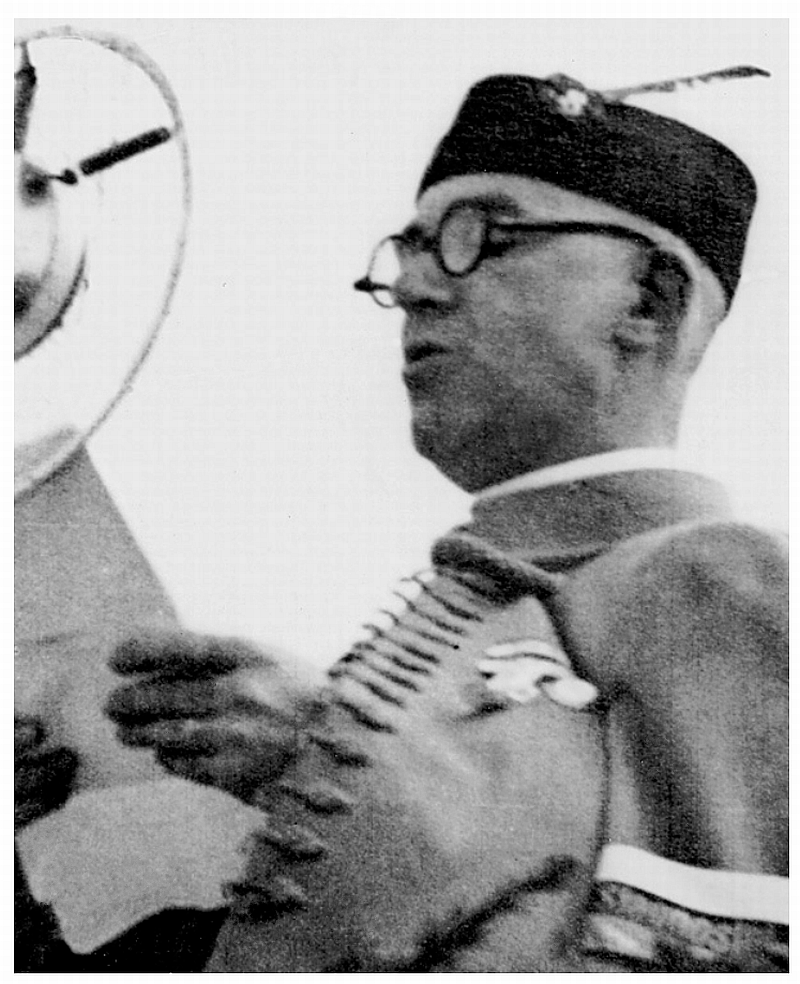
Jan Zelenka-Hajský
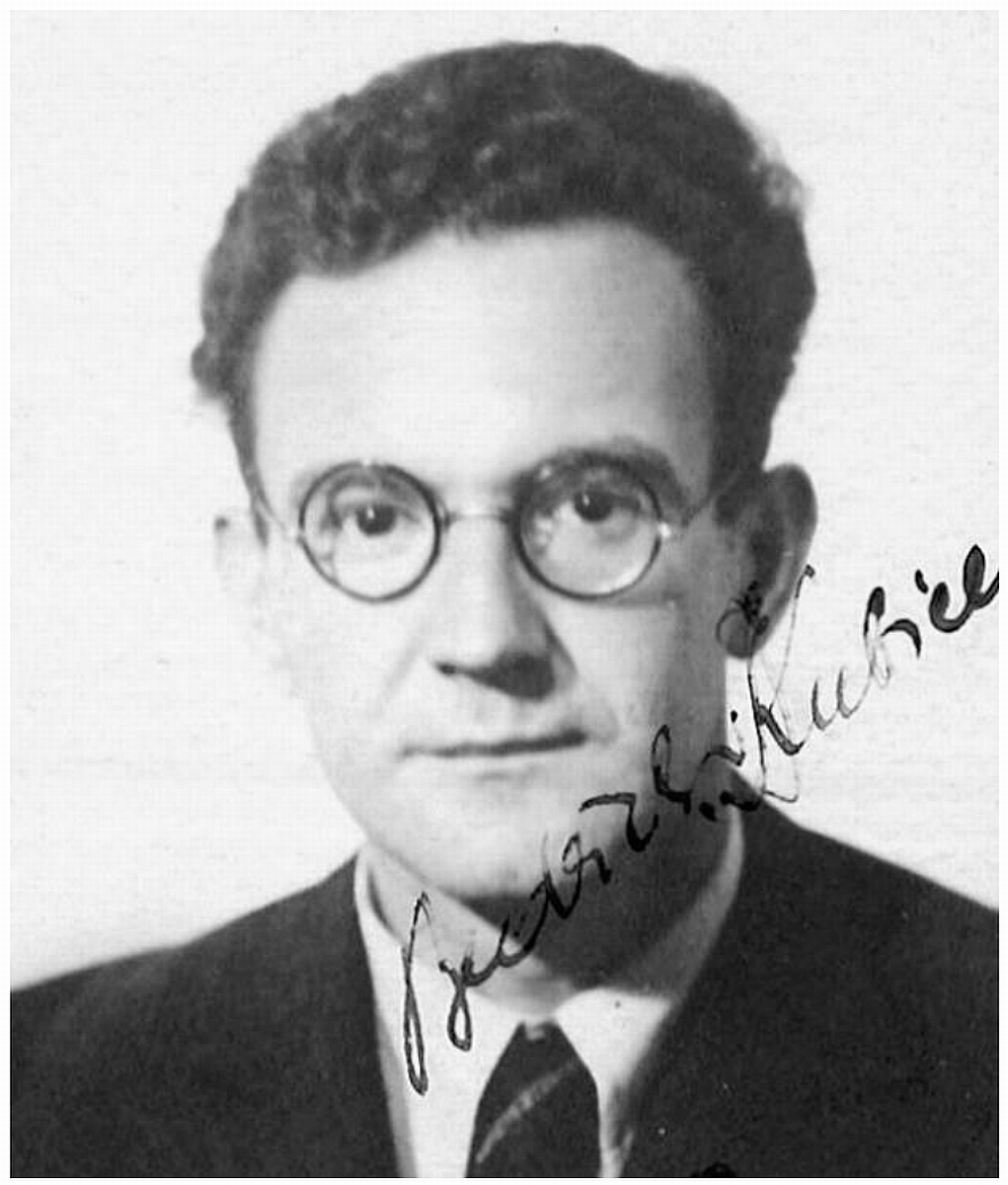
Bedřich Kubice
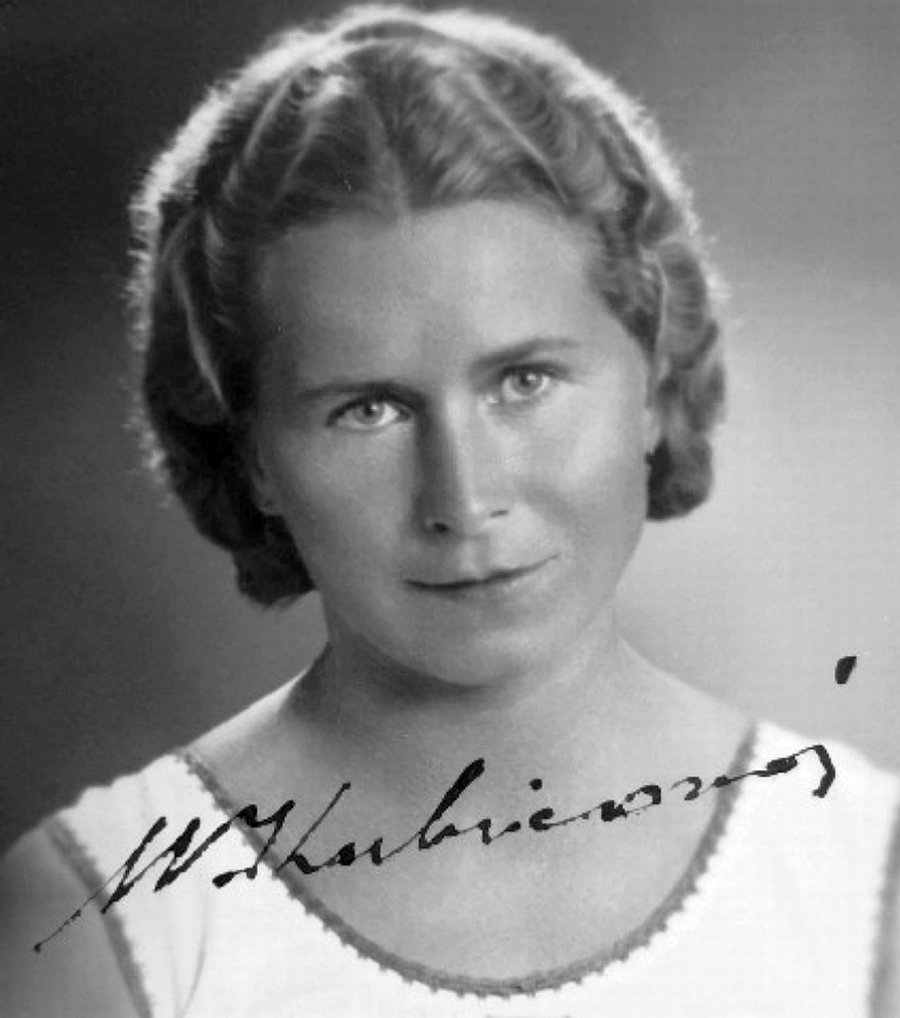
Marie Kubicová
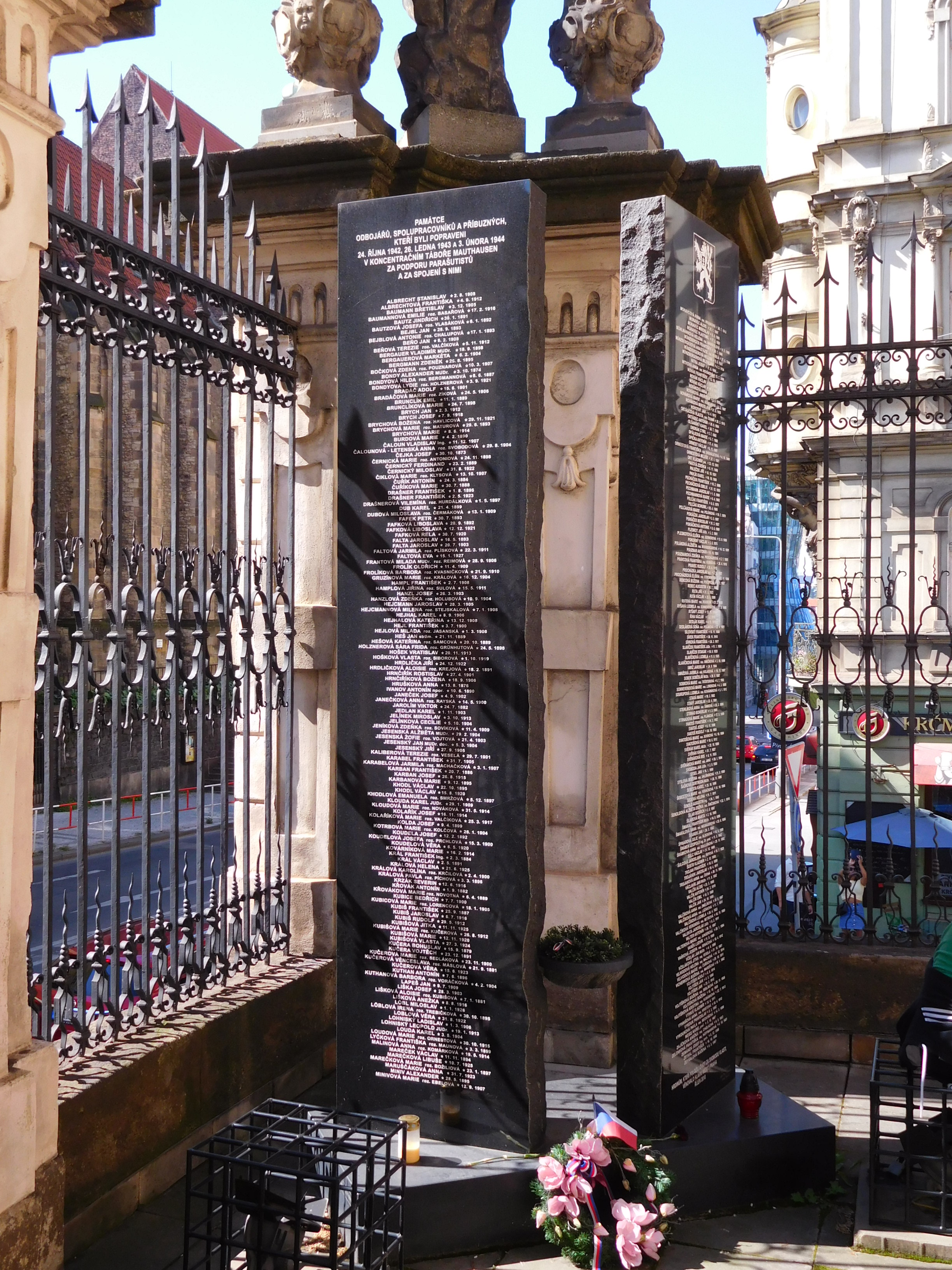
Pomník odbojářům popraveným a umučeným v souvislostí s operací Anthropoid (Resslova ulice)